# Bujurquina peregrinabunda
Bujurquina peregrinabunda är en fiskart som beskrevs av Kullander, 1986. Bujurquina peregrinabunda ingår i släktet Bujurquina och familjen Cichlidae. Inga underarter finns listade.